# Hockey
Hockey (altfranzösisch hoquet, „Schäferstock“) ist ein mit Hockeyschlägern auszuführendes Ballspiel, das auf Rasen (heutzutage vorwiegend auf Kunstrasen) als Feldhockey und in der Halle als Hallenhockey gespielt wird. Hockey ist seit 1908 eine olympische Sportart. Der Welthockeyverband ist die Fédération Internationale de Hockey (FIH).
Ausgehend vom traditionellen Hockey, das in der Schweiz und Österreich auch Landhockey genannt wird, haben sich weitere Hockeysportarten gebildet, von denen Eishockey die bekannteste ist. Andere sind: Bandy, Rollhockey, Inline-/Skaterhockey, Unihockey/Floorball, Streethockey, Einradhockey, Rollstuhl-Hockey und Unterwasserhockey.

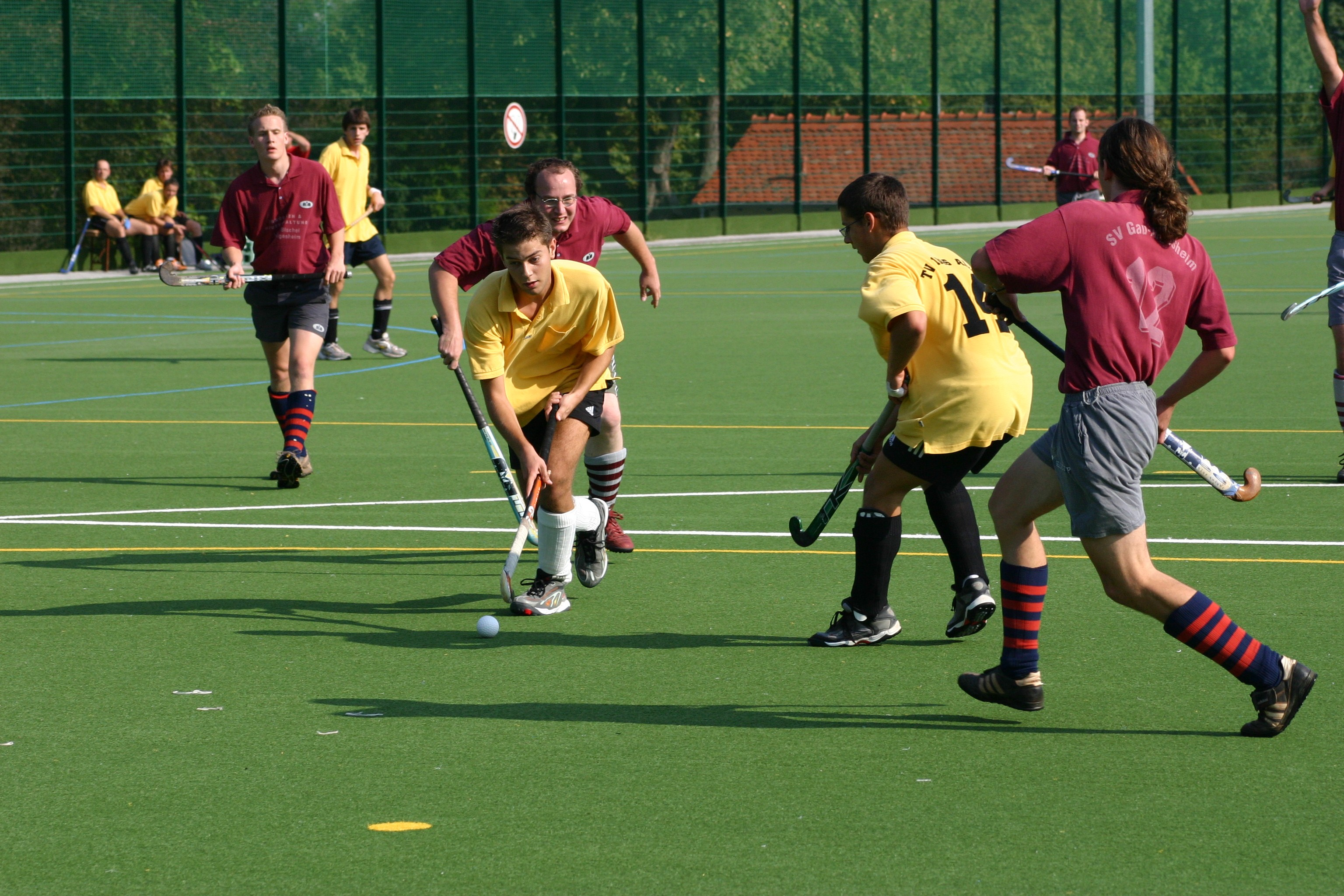
Feldhockeyspiel

## Verbreitung und Geschichte

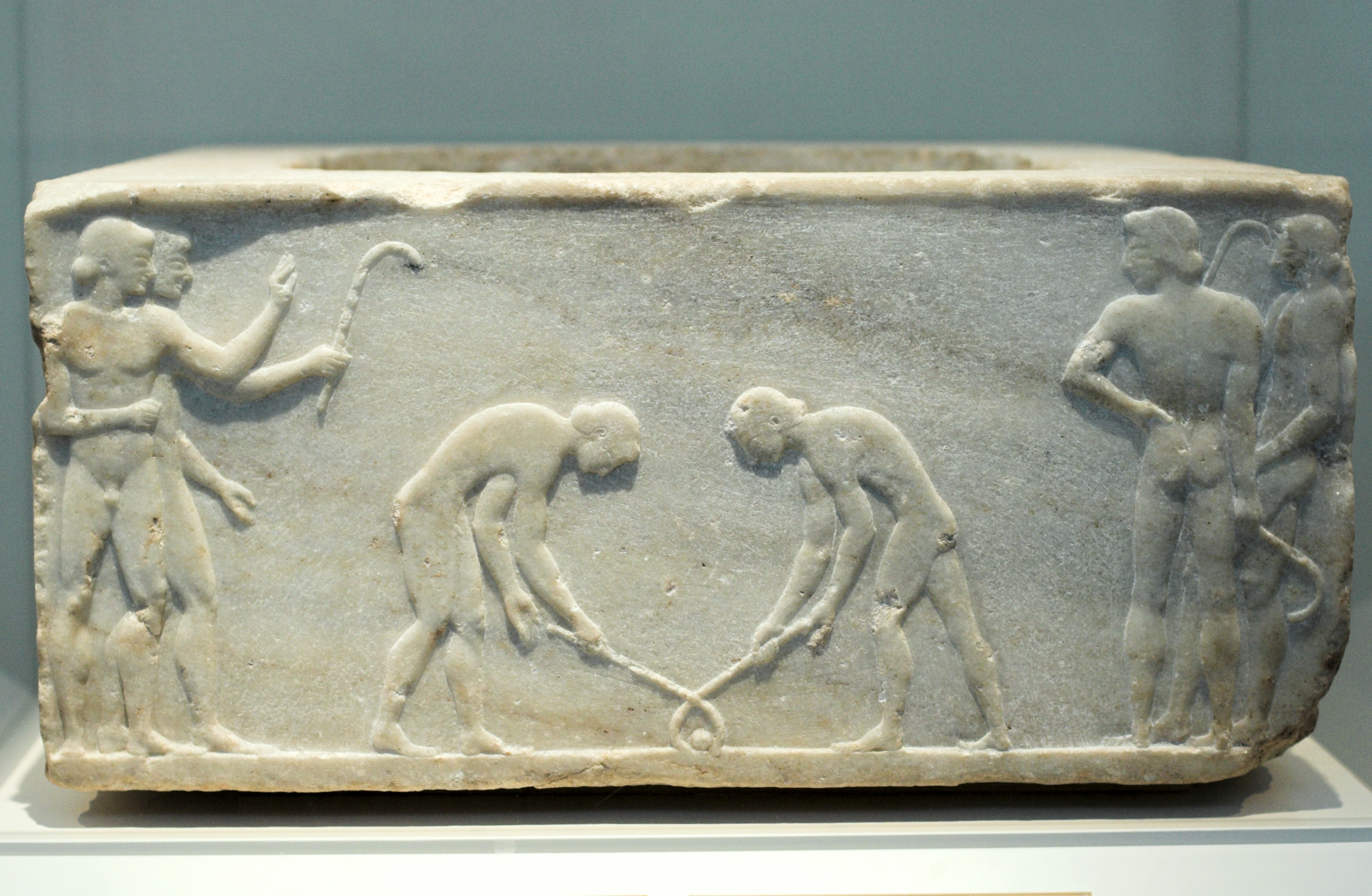
Grabstein eines Sportlers aus Athen, ca. 510 v. Chr., zeigt eine Spielszene mit Stöcken und einem Ball

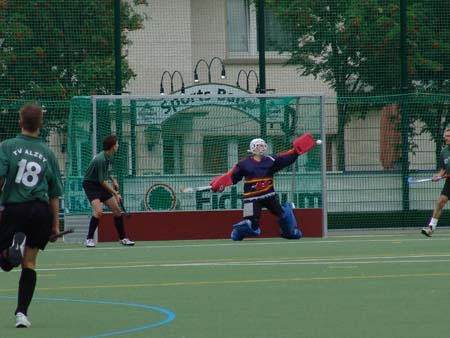
Hockeytorwart bei einer Parade

Hockey ist eine Mannschaftssportart. Im mitteleuropäischen Raum wird neben Feldhockey auch Hallenhockey (nur in den Wintermonaten) gespielt, wobei das Regelwerk leicht von dem des Feldhockeys abweicht. Das internationale Feldhockey wurde lange Zeit von den ehemaligen britischen Kolonien Indien und Pakistan dominiert, die traditionell über technisch sehr versierte Spieler verfügten. Seit Ende der 1980er Jahre wird Hockey zunehmend durch Athletik und Taktik geprägt. Die europäischen Länder Belgien, Niederlande, Spanien und Deutschland sowie Australien, Indien und Argentinien gelten momentan im Herrenhockey als führend. Bei den Damen sind als aktuell stärkste Nationen Australien, die Niederlande und Argentinien zu nennen.
Das älteste schriftlich überlieferte Hockeyregelwerk der Welt, die Rules of Harrow, wurde 1852 in England veröffentlicht. In den 1840ern wurde im englischen Blackheath der erste Hockeyverein gegründet. Das erste Wettspiel wurde 1896 zwischen englischen Schülern des Pädagogiums Bad Godesberg und deutschen vom Bonner Königlichen Gymnasium in Bonn gespielt. 1899 absolvierten in Berlin die Damenmannschaft des Berliner Damen Hockey Club und in Hamburg der Erste Hamburger Hockey-Club ihre ersten Wettspiele als Clubmannschaften. In Berlin wurde 1902 der Berliner Hockey-Verband als erster regionaler Hockeyverband in Deutschland gegründet. 1908 nahm eine Mannschaft des Uhlenhorster HC für Deutschland am ersten olympischen Hockeyturnier teil. Hamburg ist heute die Hochburg des deutschen Hockeysports, mit den meisten Vereinsspielern und mit den erfolgreichsten Mannschaften.
Am 31. Dezember 1909 wurde in Bonn der Deutsche Hockey-Bund gegründet. 1913 wurde der Österreichische Hockeyverband (ÖHV) gegründet, 1919 der Schweizerische Landhockeyverband, der sich 2015 in Swiss Hockey umbenannte. Am 7. Januar 1924 gründeten sieben Nationen (Belgien, Frankreich, Spanien, Österreich, Schweiz, Tschechoslowakei, Ungarn) den Weltverband FIH (Fédération Internationale de Hockey). Der Hauptsitz befindet sich in Lausanne. Anfang der 1950er Jahre wurde begonnen, während des Winters wegen der schlechten Wetterbedingungen in der Halle Hockey zu spielen. Die Regeln wurden in Österreich und Deutschland verfasst und gelten heute noch im Prinzip unverändert, wurden in den letzten Jahren aber den aktuellen Entwicklungen angepasst.
Der oft (auch kritisch) bemerkte Umstand, dass hockeyspielende Frauen Röcke tragen, rührt daher, dass Hockey eine der ältesten Sportarten ist, die Frauen überhaupt zugänglich war. Sie spielten schon um 1900 Hockey, damals freilich in knöchellangen Röcken. Mit dem Wandel der Sitten konnten die Röcke Stück für Stück den sportlichen Erfordernissen angepasst werden. Auch der Umstand, dass man im deutschen Sprachraum allgemein von Damenhockey, nicht von Frauenhockey spricht, beruht auf der vergleichsweise langen Tradition. In den Hockeyländern, abgesehen von Indien und Pakistan, wie z. B. Niederlande, Großbritannien, Australien, Argentinien, Südkorea, Deutschland, wird Hockey von Frauen in ähnlicher Leistungsbreite und Leistungsdichte betrieben wie von Männern.
In Deutschland gibt es zum Stichtag 1. Januar 2023 insgesamt 89.354 Mitgliedschaften in 359 Hockeyvereinen.

## Ausrüstung

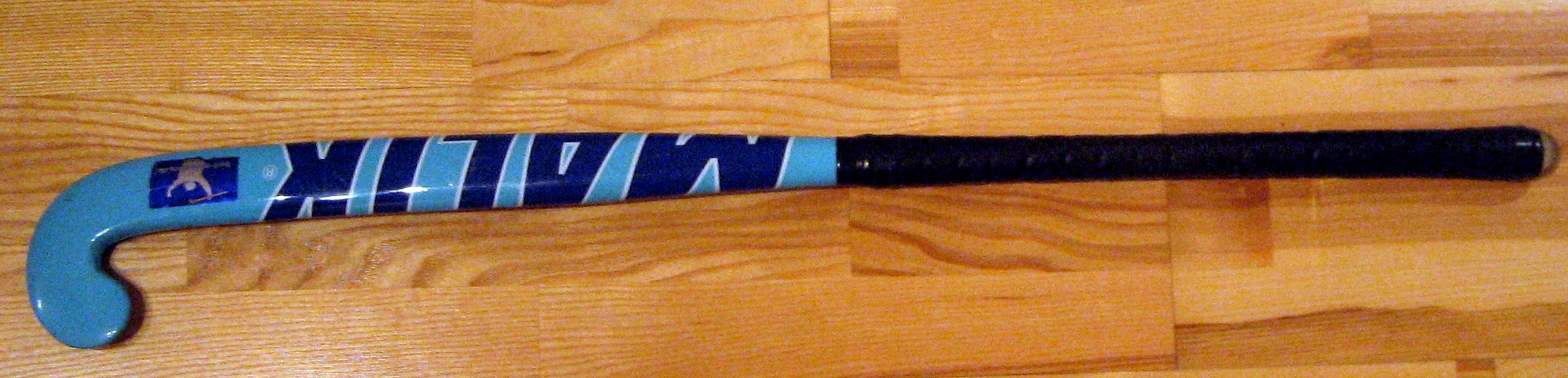
Hallenhockeyschläger

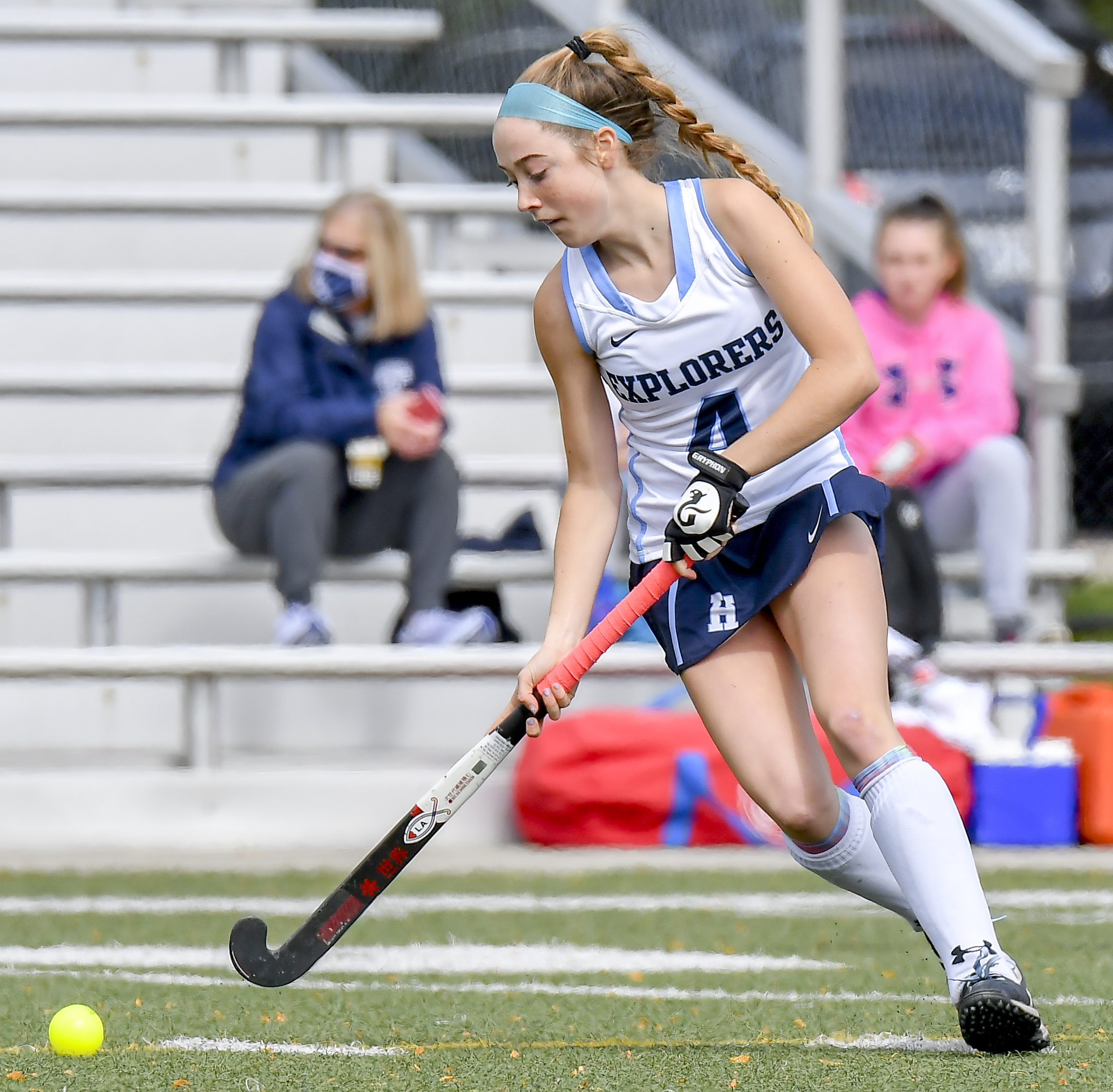
Spielerausrüstung

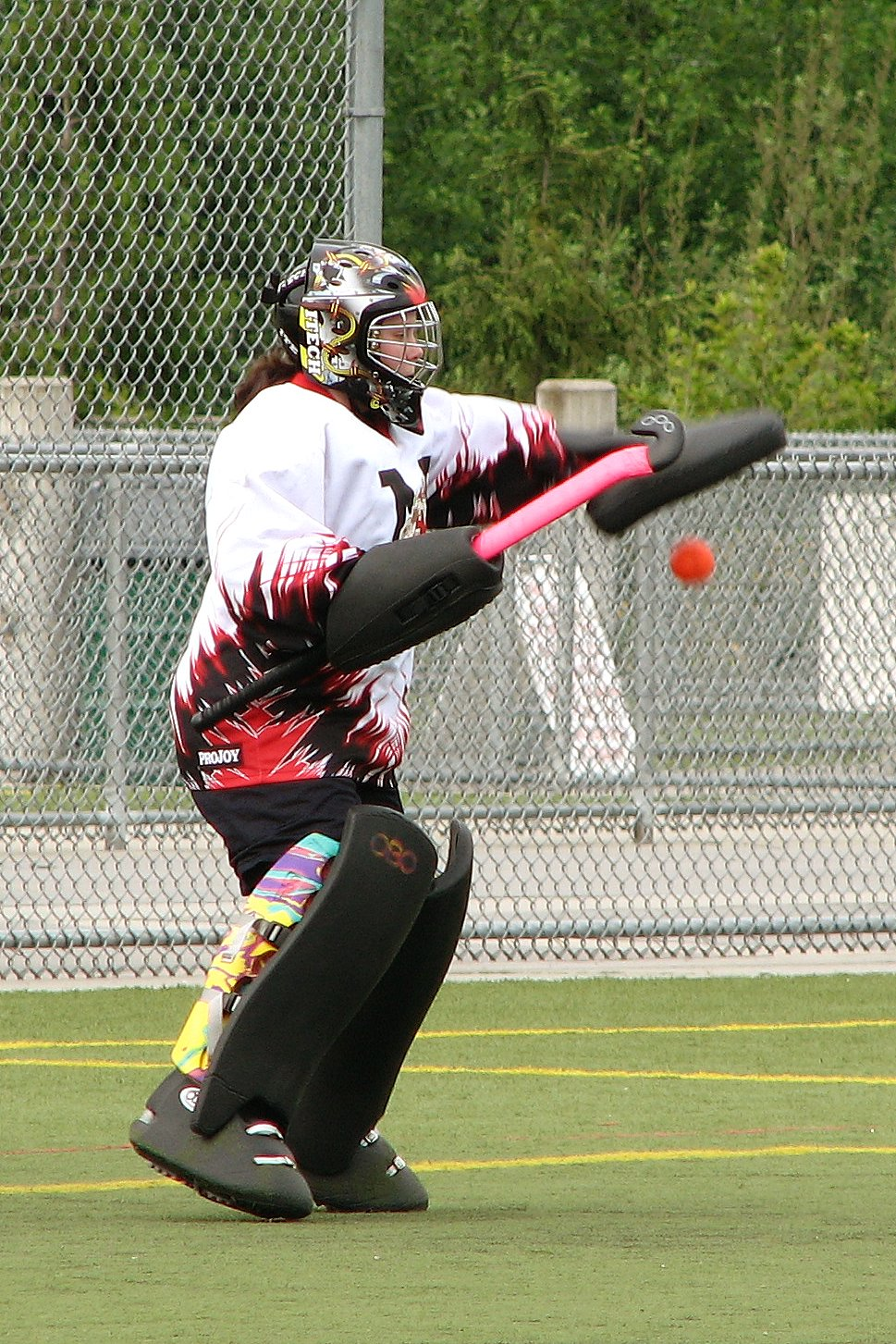
Torwartausrüstung

Beim Hockey ist nur für den Torwart eine spezielle Schutzausrüstung erlaubt. Für Feldspieler sind nur bestimmte Ausrüstungsteile zugelassen, um Verletzungen vorzubeugen. Außerdem wird ein Vereinstrikot getragen. Während des Spiels muss die Ausrüstung korrekt getragen werden, falls nicht, kann der Schiedsrichter eine Strafe für „unkorrekte Ausrüstung“ aussprechen.

### Spielerausrüstung
- Hallen- bzw. Feldhockeyschläger
- Trikot mit Spielernummer
- Feld- bzw. Hallenhockeyschuhe
- kurze Hose (Männer)/kurzer Rock (Frauen)
- Stutzen
- Schienbeinschützer (vom Regelwerk nicht vorgeschrieben, werden jedoch in der Regel von allen Feldspielern getragen)
- Mundschutz (vom Regelwerk nicht vorgeschrieben, manchmal eine recht teure Spezialanfertigung vom Zahntechniker, es sind aber vor allem billigere, aber weniger schützende Versionen im Handel erhältlich und auch üblich)
- Schutzhandschuh (in der Halle: großer Handschuh, der auch den Daumen umfasst, auf dem Feld: kleinerer Handschuh, geht nicht bis an die Fingerspitzen; der Schutzhandschuh befindet sich aufgrund der üblichen Schlägerhaltung an der linken Hand, mittlerweile sind wegen großer Verletzungsgefahr auch Handschuhe für die rechte Hand erhältlich)
- Gesichtsmasken für die Verteidiger (bei Strafecken, freiwillig)
- Knieschutz (bei Strafecken, freiwillig)
- Tiefschutz (bei Strafecken, nur Männer, freiwillig)

### Torwartausrüstung
- Beinschoner (Kicker, Schienen)
- Brustpanzer
- Suspensorium
- Halskrause/Kehlkopfschutz
- Helm mit Gitter
- Hose
- Stockhandschuh
- Trikot
- Torwartkelle (spezieller Hockeyschläger)

Um spielfähig zu sein, benötigt der Torwart lediglich Kopfschutz, Schienen und Kicker.

## Regeln
Beim Hockey treten zwei Mannschaften, die aus jeweils zehn Feld- und einem Torspieler bestehen (beim Kleinfeld sechs Feldspieler und Torwart und in der Halle fünf Feldspieler und Torwart), gegeneinander an. Außerdem sind bis zu fünf Wechselspieler erlaubt, die jederzeit wechseln dürfen, außer bei Strafecken (Interchanging). Es darf so oft gewechselt werden, wie man will. Gespielt wurde früher auf Naturrasen (und ausnahmsweise auf Hartplätzen u. ä.), inzwischen wird hochklassiges Hockey fast ausschließlich auf Kunstrasen gespielt (ein Vorteil ist z. B. die ebenere Oberfläche, die schnelleres Tempo und bessere Ballkontrolle ermöglicht, sowie die Wetterunabhängigkeit des Rasens). Im Unterschied zu anderen Ballsportarten ist Hockey grundsätzlich ein körperloses Spiel, d. h. der Gegenspieler darf nicht abgedrängt oder aktiv abgeblockt werden.
Feldhockey-Spiele dauern im Erwachsenenbereich 4 × 15 Minuten, wobei es eine 40 Sekunden dauernde Auszeit bei Strafeckenverhängung sowie nach Erzielen eines Tores gibt. Bei Wiederholung einer Strafecke wird keine neue Auszeit gewährt. Bei längeren Unterbrechungen wird die Zeit angehalten. Im Jugendbereich sowie bei Turnieren kann es abweichende Regelungen geben, zum Beispiel zwei Halbzeiten oder kürzere Spielzeiten.
Der Spielball darf weder den Fuß noch irgendetwas anderes außer der flachen Seite des Schlägers berühren. Nur der Torwart darf den Ball innerhalb des eigenen Schusskreises auch mit dem Körper abwehren. Bei unabsichtlichen Regelverstößen der verteidigenden Mannschaft innerhalb des Schusskreises gibt es eine Strafecke, auch „kurze Ecke“ genannt. Bei absichtlichen Verstößen wird ein Siebenmeter verhängt.
Im Feldhockey darf der Ball hoch gespielt werden, wenn er für die Spieler nicht gefährlich ist. Nur beim Torschuss darf der Ball hoch geschlagen, ansonsten nur geschlenzt werden. Wenn ein Spieler einen hoch gespielten Ball annehmen möchte, dürfen andere Spieler ihm nicht näher als fünf Meter kommen, bis der Ball angenommen worden ist und auf dem Boden unter Kontrolle des Spielers ist. Falls unklar ist, wer dem Ball am nächsten ist, hat der Spieler das Recht auf den Ball, welcher der Mannschaft angehört, die den Ball nicht hoch gespielt hat.

### Spielfeld
Das Feldhockey-Spielfeld ist 91,4 × 55 m groß (≙ 100 × 60 Yards), bei Hallenhockey kleiner. Die beiden Spielfeldhälften werden jeweils durch eine 22,9 m von der Torauslinie entfernte Viertellinie unterteilt. 6,40 m (≙ 7,00 Yards) vor der Tormitte befindet sich der so genannte Sieben-Meter-Punkt (für Strafstöße). Außerhalb des regulären Punktspielbetriebes wird auch Kleinfeldhockey gespielt.
Gespielt wird heute zumeist auf Kunstrasenplätzen, teilweise auch noch auf Rasen (Naturrasen).

### Ziel des Spieles
Das Ziel ist es, den Ball (meist ein Kunststoffball von 22,4 bis 23,5 cm Umfang, also 7,1 bis 7,5 cm Durchmesser, früher aus Leder oder Presskork) in das 2,14 m hohe Tor zu schießen, wobei der Ball nur mit der flachen Seite des Schlägers gespielt werden und der Torschuss nur in dem vor dem Tor markierten Schusskreis erfolgen darf. Dieser Schusskreis ist ein von der Tormitte ausgehender gedachter Halbkreis mit dem Radius 14,63 m (Feldhockey, Hallenhockey: 9 m).

### Strafecke
Eine Besonderheit im Hockey ist die sogenannte Strafecke oder „kurze Ecke“. Sowohl im Feld- als auch im Hallenhockey erfolgt bei einem Regelverstoß der verteidigenden Mannschaft im Schusskreis oder auch bei groben Regelverstößen außerhalb des Schusskreises eine Strafecke.

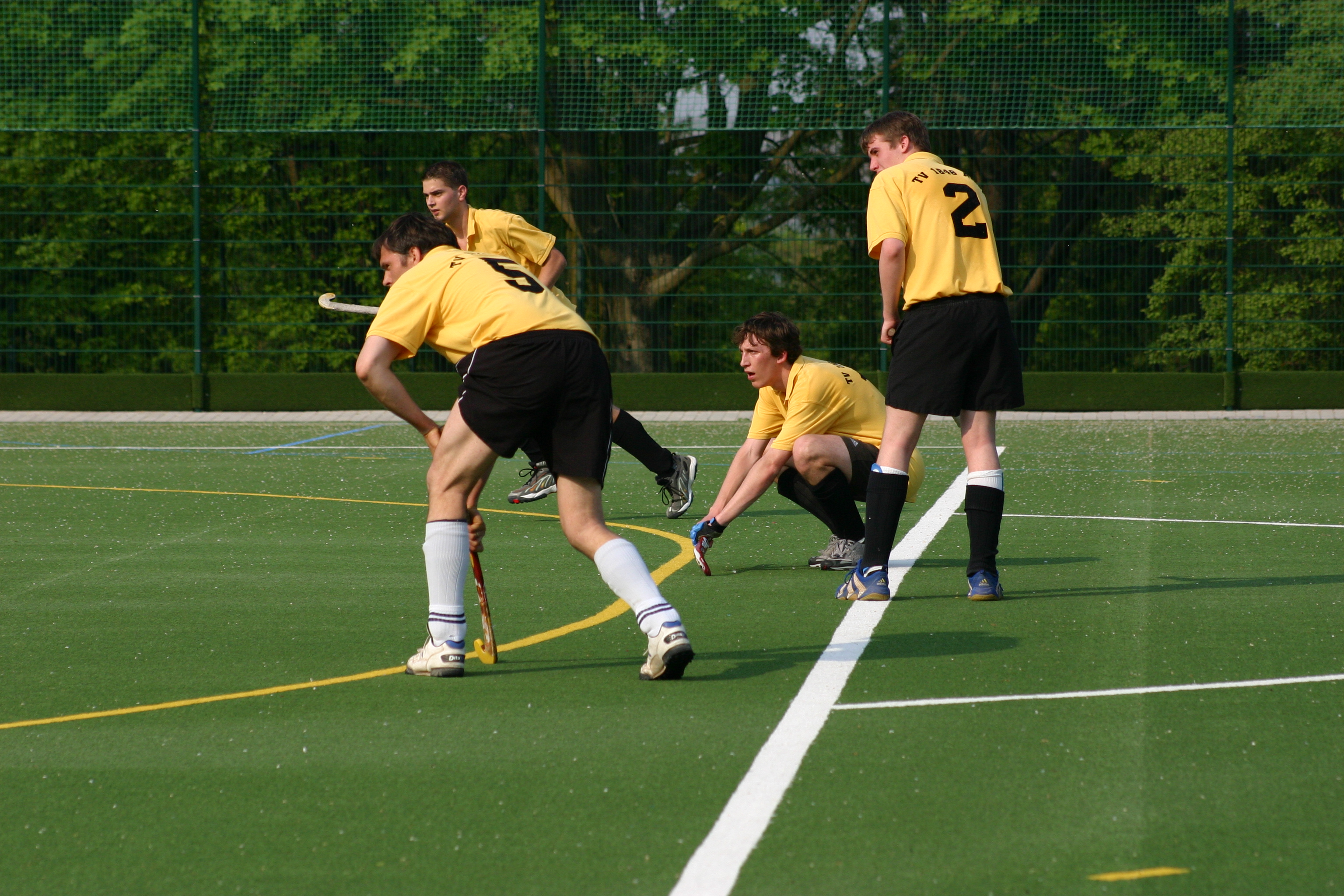
Die angreifende Mannschaft bei einer Strafecke
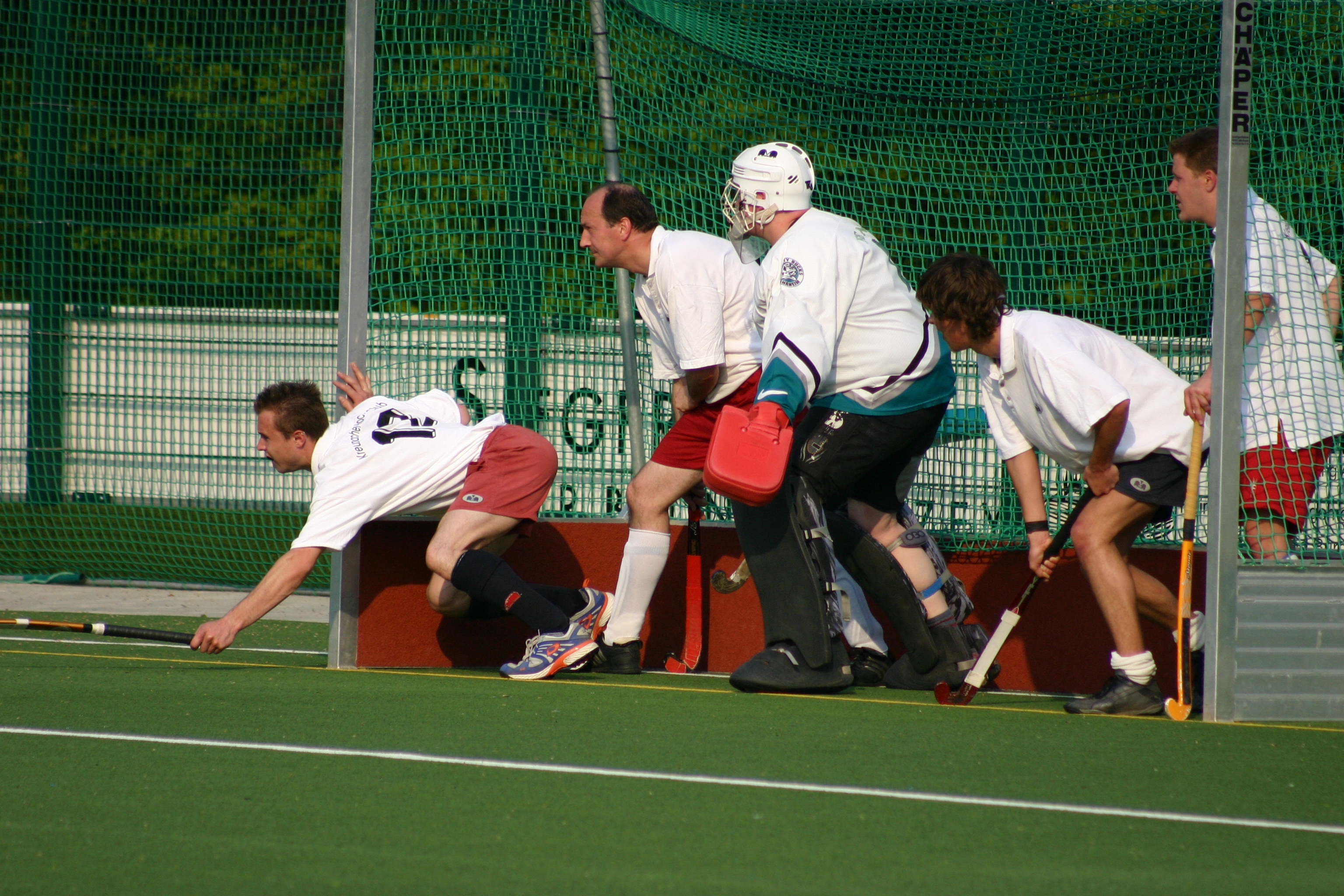
Die verteidigende Mannschaft bei einer Strafecke

Bei einer Strafecke begeben sich bis zu vier Spieler plus Torwart der verteidigenden Mannschaft auf Höhe der Torauslinie neben oder in das Tor. Sie müssen alle mit den Füßen hinter der Linie stehen. Die anderen Verteidiger müssen sich hinter die Mittellinie begeben. Ein Spieler der angreifenden Mannschaft („Herausgeber“) befindet sich mit dem Ball auf der Höhe der Torauslinie, eine beliebige Anzahl an weiteren Angreifern hält sich außerhalb des Schusskreises auf. Nachdem der Schiedsrichter die Ecke freigegeben hat, erfolgt durch den Herausgeber ein Anspiel auf einen der Angreifer. Erst wenn dieses Abspiel erfolgt ist, dürfen die Abwehrspieler den Schusskreis betreten. Die Angreifer nehmen den Ball in der Regel außerhalb des Schusskreises an, da der Ball mindestens einmal den Kreis verlassen muss, bevor ein Tor erzielt werden darf. Den Angreifern stehen mehrere Optionen offen, zum Beispiel Annahme und Torschuss durch ein und denselben Spieler, Annahme durch den Stopper und Torschuss durch einen anderen Spieler, oder auch ein Abspiel.
Die Wahrscheinlichkeit, dass bei solch einer Strafecke ein Tor fällt, ist hoch. Zur Abwehr einer Strafecke dürfen von den Verteidigern Gesichtsmasken getragen werden.

### Siebenmeter
Ein Siebenmeter wird bei absichtlichen Regelverstößen der Verteidiger im Schusskreis verhängt, oder bei Regelverstößen, die ein Tor oder zumindest eine nahezu hundertprozentige Torchance verhindert haben. Während der Ausführung des Siebenmeters wird die Zeit angehalten. Beim Schuss für den Siebenmeter darf nicht ausgeholt werden.

### Persönliche Strafen
Im Feld- und Hallenhockey werden für persönliche Strafen farbige Signalkarten verwendet. Der Weltverband FIH hatte sie in den 1970er-Jahren eingeführt, damit die Strafen übersichtlicher gestaltet werden können. Damit auch farbenblinde Spieler oder Offizielle erkennen können, welche Strafe ausgesprochen worden ist, haben die farbigen Karten unterschiedliche Formen.

Die Karten beim Feld- und Hallenhockey
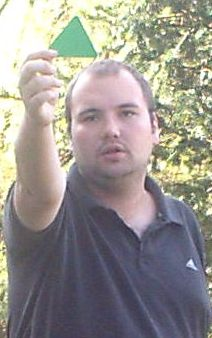
Grüne Karte Feldhockey: Verwarnung + 2 Minuten Ausschluss Hallenhockey: 1 Minute Ausschluss
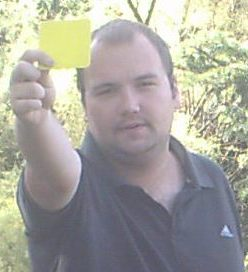
Gelbe Karte Feldhockey: 5 bis 15 Minuten Ausschluss Hallenhockey: 2 bis 10 Minuten Ausschluss
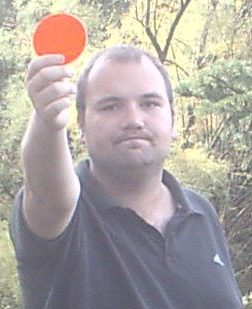
Rote Karte Ausschluss auf Dauer im Feld- und Hallenhockey

- Grüne Karte: Die grüne Karte bedeutet seit Anfang November 2016 nur noch im Feldhockey eine ernsthafte Verwarnung eines Spielers bei einem Regelverstoß. National und international wird seit 2012 zusätzlich im Feldhockey ein Spielausschluss auf Zeit von zwei Minuten ausgesprochen. Im Hallenhockey bedeutet die grüne Karte seit Anfang November 2016 sowohl national als auch international nur noch einen Spielausschluss auf Zeit von einer Minute. Eine Verwarnung wird nur noch durch räumliche Nähe mündlich ausgesprochen.[5] Maximal sollen insgesamt drei grüne Karten je Verein verhängt werden. Ein Spieler kann nur eine grüne Karte erhalten, sein nächster Regelverstoß hat eine gelbe Karte zur Folge.

- Die gelbe Karte[6] bedeutet einen Ausschluss auf Zeit von 2 bis 5 Minuten auf Kleinfeld-Feldhockey, 2 bis 10 Minuten beim Hallenhockey sowie 5 bis 15 Minuten beim Großfeld-Feldhockey. Dabei spielt die Mannschaft mit einem Spieler weniger. Begeht ein Spieler beim Großfeld-Feldhockey einen technischen Regelverstoß ohne Körperkontakt, müssen die Schiedsrichter ihn für mindestens 5 Minuten des Feldes verweisen. Bei einem Foulspiel mit Körperkontakt muss der Spieler für 10 Minuten das Spielfeld verlassen. Begeht der Spieler nach Verhängen einer Zeitstrafe, aber vor dem Anpfiff der Spielfortsetzung, ein weiteres Vergehen, erhöht sich die ausgesprochene Zeitstrafe um 5 Minuten. Wenn ein Auswechselspieler oder Betreuer auf Zeit vom Spiel ausgeschlossen wird, müssen sie sich auf der Sitzgelegenheit für auf Zeit vom Spiel ausgeschlossene Spieler aufhalten. Außerdem muss der Mannschaftsführer einen seiner auf dem Spielfeld befindenden Spieler benennen, der auf der Mannschaftsbank oder an der Stelle, an der diese stehen müsste, Platz nehmen muss, jedoch als Auswechselspieler zur Verfügung steht. Auf Zeit ausgeschlossene Spieler oder Betreuer dürfen sich in der Halbzeitpause bei ihrer Mannschaft aufhalten und müssen zu Beginn der zweiten Halbzeit zu der vorbestimmten Stelle zurückkehren, bis die Strafzeit abgelaufen ist. Sie dürfen auch an einer Besprechung im Rahmen einer Auszeit teilnehmen.

- Die gelb-rote Karte bedeutet für den Spieler oder Betreuer den Ausschluss für die restliche Spieldauer. Der betroffene Spieler (oder Betreuer) muss das Spielfeld und dessen nähere Umgebung verlassen, seine Mannschaft spielt für den Rest des Spiels mit einem Spieler weniger. Die gelb-rote Karte wird verhängt, wenn ein Spieler, der im laufenden Spiel bereits eine Zeitstrafe oder gelbe Karte erhalten hat, einen Regelverstoß begeht, der eine weitere Zeitstrafe oder gelbe Karte zur Folge hätte. Eine gelb-rote Karte ist mit einer Sperre für das nächste Spiel verbunden. Im Hallenhockey darf sich die Mannschaft, deren Spieler oder Betreuer eine gelb-rote Karte („zweite gelbe Karte“) erhalten hat, bei einer Spielzeit von 2 × 30 Minuten nach 15 Minuten, bei einer Spielzeit von weniger als 2 × 30 Minuten nach 10 Minuten vervollständigen.

- Die rote Karte ist die höchste Bestrafung beim Hockey. Der betroffene Spieler (oder Betreuer) muss das Spielfeld und dessen nähere Umgebung verlassen, seine Mannschaft spielt für die restliche Spielzeit mit einem Spieler weniger. Die Schiedsrichter müssen einen ausführlichen Bericht zu der roten Karte verfassen und an den zuständigen Ausschuss schicken. Der Spieler ist mindestens für die nächsten zwei Spiele gesperrt, wenn der zuständige Ausschuss nicht eine längere Sperre beschließt.

### Shoot-Out
Endet ein Spiel in einem Ausscheidungswettbewerb unentschieden, so wird der Sieger über einen Shoot-Out festgestellt. Mindestens fünf Spieler müssen von der Viertellinie aus startend versuchen, gegen einen Torwart ein Tor zu erzielen. Dazu haben sie jeweils acht Sekunden Zeit. Bei einem Foul des Torwarts am Angreifer wird mit einem Siebenmeter fortgefahren.

### Videobeweis
Seit den Olympischen Spielen in London 2012 kann jede Mannschaft pro Halbzeit bei strittigen Spielsituationen (gegnerischer Fuß blockt Ball; Ball wird für den Spieler gefährlich hoch gespielt etc.) einen Videobeweis einfordern.
Für den Videobeweis sitzt ein zusätzlicher Schiedsrichter in einem geschlossenen Raum und beurteilt mit Hilfe der Videobilder unabhängig von den beiden Schiedsrichtern auf dem Spielfeld die Situation. Dabei ist das, was sich der Videoschiedsrichter ansieht und was er sagt, für den Zuschauer vor dem Fernsehen oder Stream stets zu hören. Um einen Videobeweis einzufordern, muss ein Spieler das dem Schiedsrichter mit einem in der Luft angezeigten „T“ symbolisieren. Fällt der Videobeweis zu Gunsten der beantragenden Mannschaft aus, so verbleibt ihr die Möglichkeit eines weiteren Videobeweises in dieser Halbzeit. Andernfalls hat die Mannschaft ihr Recht auf einen weiteren Videobeweis vergeben. Falls es auch im Videobeweis nicht zu sehen ist, ob die Tatsachenentscheidung des Schiedsrichters richtig oder falsch war, gibt es noch immer die Möglichkeit eines erneuten Videobeweises, die Tatsachenentscheidung des Schiedsrichters zählt dann allerdings.
Des Weiteren besteht auch die Möglichkeit, dass der Schiedsrichter selbst einen Videobeweis einfordert, um bei einer für ihn schwierig zu entscheidenden Situation Klarheit zu bekommen. „Die Verhängung persönlicher Strafen darf nicht Gegenstand der Anforderung eines Videobeweises durch eine Mannschaft sein.“

## Hallenhockey

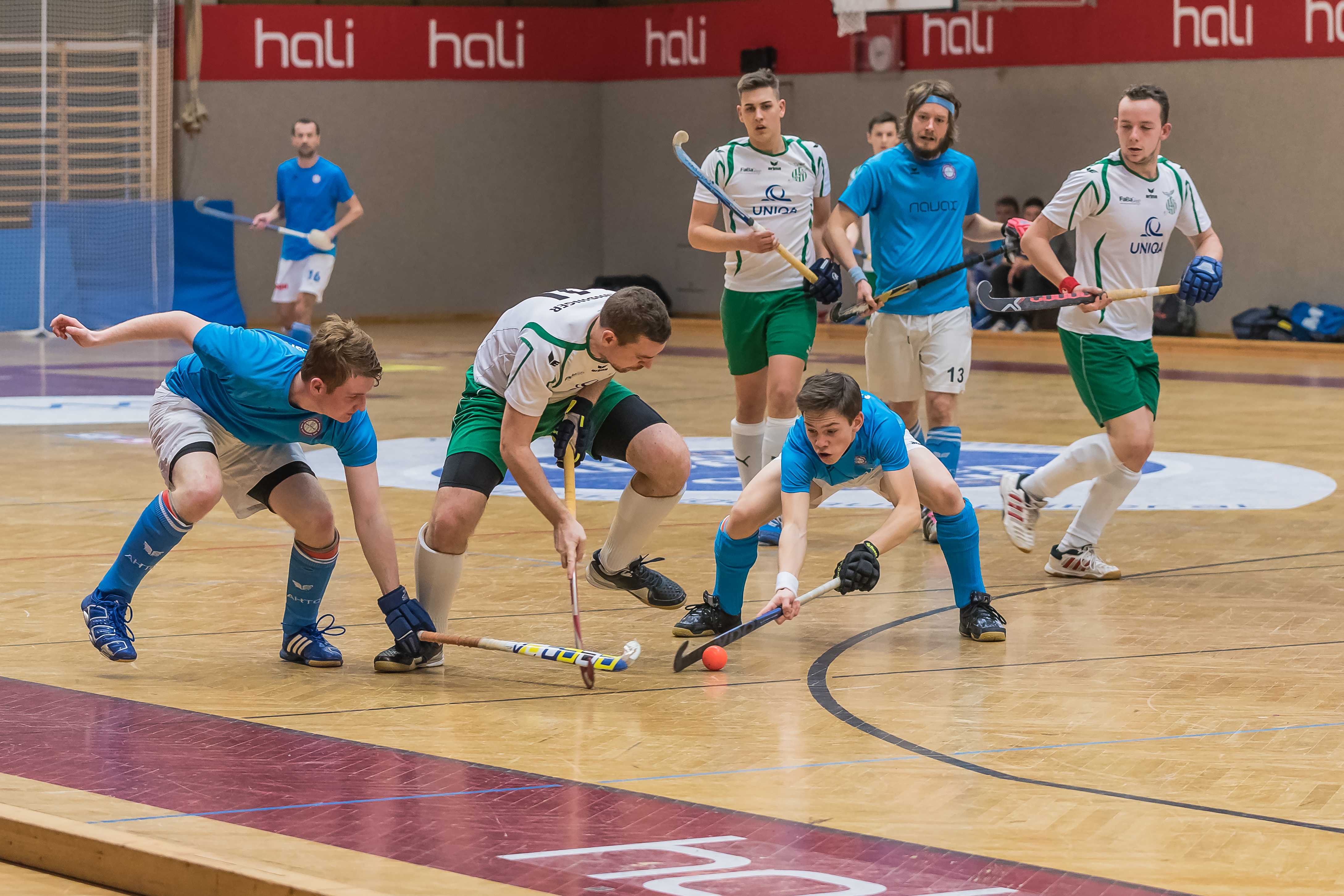
Hallenhockey

Hallenhockey ist eine Variante des Hockeys, die zunächst im mitteleuropäischen Raum (Deutschland, Schweiz, Österreich, Frankreich) verbreitet war. Inzwischen wird auch in Osteuropa viel und erfolgreich Hallenhockey gespielt. Hallenhockey entstand zur Überbrückung der Wintermonate, in denen ein Spiel auf dem Feld nicht möglich war. Nunmehr wird regelmäßig im Sommer auf dem Feld und im Winter in der Halle gespielt. Seitdem im Hallenhockey Weltmeisterschaften ausgetragen werden, erfährt dieser Sport auch in anderen Ländern größere Popularität. Einige Hockeynationen ohne Spielverkehr in der Halle wie die Niederlande, England, USA, Kanada und Australien nehmen mittlerweile recht erfolgreich an internationalen Hallenturnieren teil.
Neben Weltmeisterschaften werden im Hallenhockey auch Europameisterschaften für Nationalmannschaften und europaweite Wettbewerbe für Vereinsmannschaften ausgetragen.

### Spielweise
Im Hallenhockey ist die Seitenauslinie mit Banden versehen. Es wird mit sechs Spielern gespielt. Vorübergehend (2014–2015) wurde international mit fünf Spielern gespielt, 2016 kehrte die FIH zur ursprünglichen Spielerzahl zurück. Der Ball ist etwas leichter als bei der Feldvariante. Im Gegensatz zum Feldhockey darf er nicht hoch gespielt werden, es sei denn, es ist ein Torschuss innerhalb des Schusskreises. Der Ball darf nur geschoben, aber nicht geschlagen oder geschrubbt werden. Schlenzen ist nur bei einem Torschuss innerhalb des Schusskreises erlaubt. Außerdem darf jeder Spieler nur mit höchstens zwei Punkten seines Körpers Bodenkontakte haben. Im Übrigen entsprechen Schlägerhaltung und Regeln weitgehend denen des Feldhockeys.
Die Spieler tragen üblicherweise einen Handschuh, um die Hand beim Stoppen des Balles zu schützen. Zu den im Spiel üblichen Tricks gehören Vorhand- und Rückhandzieher, außerdem auch schnelle Drehungen über die Rückhandseite des Gegners. Viele Tricks aus dem Feldhockey entfallen jedoch in der Halle, da der Ball nicht hoch gespielt werden darf. Stattdessen wird die Bande als „Mitspieler“ genutzt. Der flach zu spielende Ball kann nicht mehr in das Seitenaus gehen, sondern prallt in das Feld zurück, was eine Selbstvorlage ermöglicht. Insbesondere auf der rechten Hallenseite ist dies ein Vorteil, da der Gegner dann die Bande auf der Rückhandseite hat.

## Hockey5
Hockey5 ist eine Variante des olympischen Hockeys „Elf gegen Elf“. Es wird auf dem sogenannten „Kleinfeld“ mit nur fünf Spielern in jeder Mannschaft gespielt. Die wichtigsten Abweichungen sind:
- kleineres Spielfeld, maximal 55 m × 41,70 m, ca. die Hälfte eines normalen Feldes (die Tore stehen auf den Seitenauslinien, so dass sie von den Viertellinien halbiert werden),
- fünf Spieler, einer davon ist der Torwart,
- es gibt keinen Schusskreis, ein Tor kann aus dem gesamten Feld heraus erzielt werden.

Mit der Einführung von Hockey5 im Juli 2013 verspricht sich der Welthockeyverband FIH bessere Entwicklungsmöglichkeiten insbesondere in den Ländern, in denen bisher kein Hockey gespielt wird. Mit dieser Neuregelung wurde vorübergehend auch im internationalen Hallenhockey die Spielerzahl von sechs auf fünf reduziert, was in Deutschland auf heftige Kritik stieß. Seit 2016 wird Hallenhockey auch international wieder mit sechs Spielern (Hockey6) gespielt.
Bei den Zweiten Olympischen Jugendspielen 2014 in Nanjing wurden die beiden Hockeyturniere in der Variante Hockey5 ausgetragen.
Im November 2019 gab die FIH Pläne für eine erste Hockey5-Weltmeisterschaft bekannt, die im Jahr 2023 stattfinden soll.

## Hockey international
Die bedeutendsten Turniere für Nationalmannschaften sind die olympischen Hockeyturniere, die Hockey-Weltmeisterschaften und die Champions Trophy sowie die 2012 eingeführte Hockey World League. Diese Turniere werden durch den Welthockeyverband FIH organisiert. Von großer Bedeutung sind auch die Kontinental-Meisterschaften, die in Europa, Asien, Afrika, Amerika und Ozeanien ausgetragen werden. Rekordweltmeister der Herren mit vier Titeln ist Pakistan, dann folgen die Niederlande und Australien, die jeweils dreimal erfolgreich waren.
Die wichtigsten Turniere für Vereinsmannschaften sind der Europapokal der Landesmeister und der Europapokal der Pokalsieger. Durch die Neuschaffung der Euro Hockey League (EHL) der Männer im Jahr 2007 gibt es den klassischen Europapokal nur noch im Damenbereich. Alle diese Turniere werden vom europäischen Hockeyverband EHF organisiert.

### Deutsche Erfolge
Feld

Bei den Olympischen Spielen gewann die deutsche Herren-Nationalmannschaft 1972, 1992, 2008 und 2012 die Goldmedaille. Die Damen wurden 2004 Olympiasieger. Bei der WM 2002 gewannen die deutschen Herren zum ersten Mal den Titel und konnten ihn 2006 vor heimischen Publikum in Mönchengladbach erneut erringen. 2023 in Indien wurde der dritte Weltmeistertitel gewonnen. Zudem siegte Deutschland zehn Mal bei der Champions Trophy. Die deutsche Damen-Nationalmannschaft gewann den Weltmeistertitel 1976 und 1981 sowie die Champions Trophy 2006. Die Europameisterschaft gewannen die Herren acht Mal und die Damen zwei Mal.
Im Vereinshockey konnte der UHC Hamburg drei Euro-Hockey-League-Saisons für sich entscheiden (2008, 2010 und 2012).
Halle

In der Halle ist Deutschland die mit Abstand erfolgreichste Nation. Bis 2006 gewann das Herrenteam alle zwölf der bis dahin ausgetragenen Europameisterschaften, musste in diesem Jahr im Vorrundenspiel gegen Polen beim 4:9 aber zum ersten Mal unter dem Hallendach eine Niederlage hinnehmen. Vorher gab es nur zwei Unentschieden 1988 gegen Frankreich und 2001 gegen Spanien, ansonsten wurden alle Spiele in der Halle gewonnen. Bei der nächsten EM 2008 verlor die Mannschaft das Finale gegen Russland, 2010 wurde gar nur der fünfte Platz belegt, bevor das Team 2012, 2014 und 2016 wieder den Titel errang. Nach einem dritten Platz 2018 wurde Deutschland 2020 wieder Europameister und gewann 2022 die Silbermedaille. Die Damen waren bislang bei 14 von 16 Austragungen siegreich.
Bei der ersten Hallen-WM 2003 in Leipzig gewannen beide Teams die Goldmedaille. 2007 verteidigten die Herren den Titel, während die Damen Rang drei belegten. 2011 holten wieder beide Mannschaften den Titel. Die Herren wurden bei den Weltmeisterschaften 2015 in Leipzig Dritter und 2018 in Berlin Zweiter, die Damen belegten 2015 den zweiten Platz und gewannen 2018 erneut den Titel.

### Österreichische Erfolge
Das Herrenteam gewann in der Halle 2010, 2018 und 2022 den Europameistertitel, 2014 und 2016 die Silbermedaille sowie 2008 und 2012 die Bronzemedaille. Nach Bronze 2011 und Silber 2015 errang das Herrenteam zudem 2018 erstmals den Weltmeistertitel, den es 2023 erfolgreich verteidigte. Das Damenteam gewann 2023 mit Silber erstmals eine Medaille bei Weltmeisterschaften.
Die U21-Herren erreichten bei den Hallen-Europameisterschaften 2007 und 2013 Gold sowie 2009 und 2011 jeweils Silber.

## Spielbetrieb in Deutschland

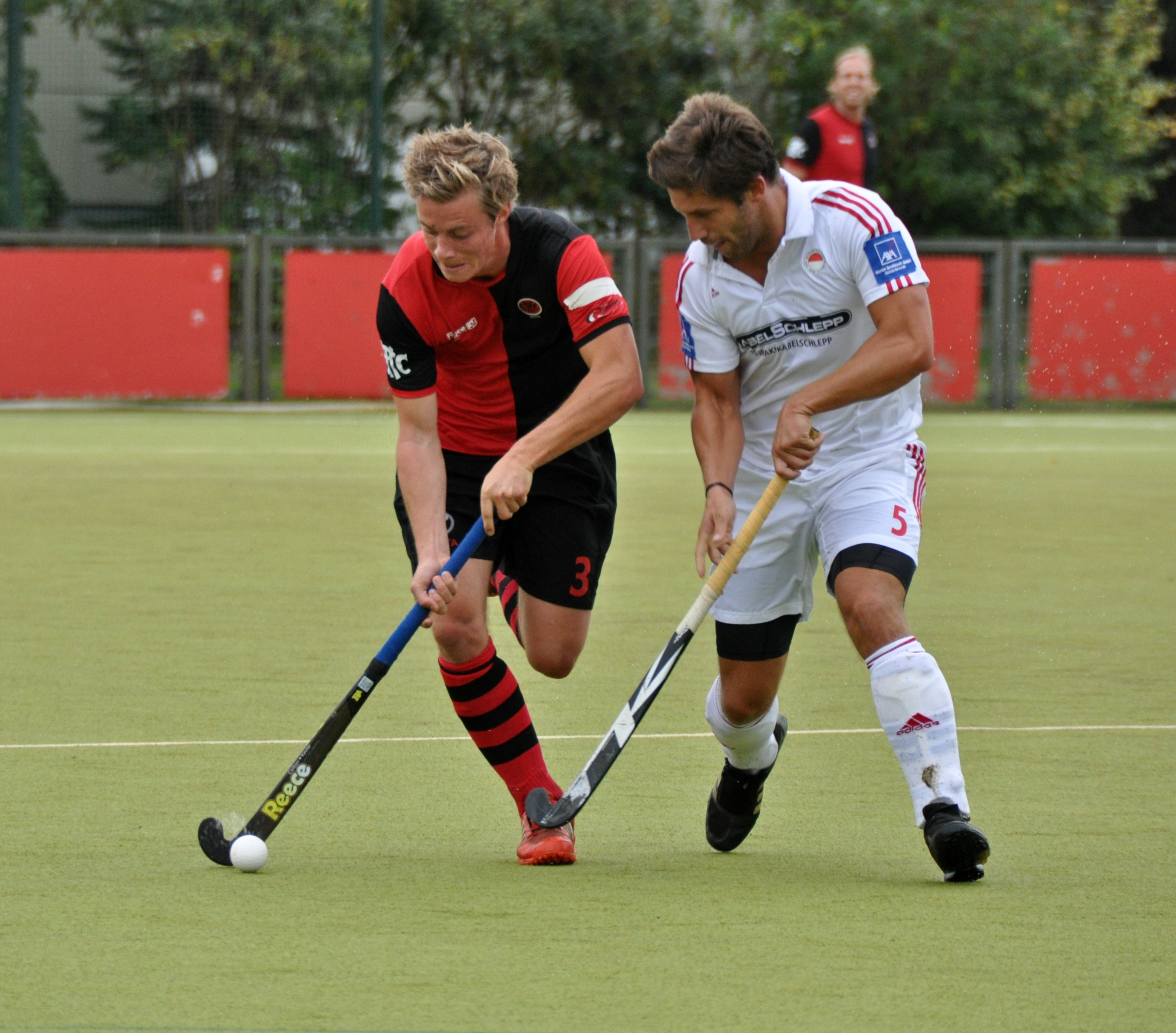
Spielszene aus der Bundesliga

In Deutschland ist der Deutsche Hockey-Bund mit Sitz in Mönchengladbach als Dachorganisation tätig.
Dieser organisiert den Spielbetrieb im Feld- und Hallenhockey. Es gibt je eine eingleisige Bundesliga für Damen und Herren mit zwölf Mannschaften. Darunter folgt die 2. Bundesliga, die jeweils in eine Nord- und eine Südgruppe gegliedert ist. Anschließend kommen die vier Regionalligen (Süd, West, Ost, Nord), wobei es im Süden noch eine 2. Regionalliga mit je einer West- und einer Südstaffel (Hessen, Rheinland-Pfalz/Saar und Bayern, Baden-Württemberg) gibt. Alle Landesverbände betreiben unterhalb der Regionalliga eine Oberliga und mehrere Verbandsligen, siehe Hockey-Ligasystem in Deutschland.
Alle deutsche Meisterschaften finden sich in der Liste der deutschen Meister im Hockey.
Es gibt einen umfangreichen Spielbetrieb für Jugendliche (bis 18 Jahre), der nach Altersklassen gegliedert ist. In den sechs Altersklassen (Weibliche/Männliche U14, Weibliche/Männliche U16, Weibliche/Männliche U18) werden auf dem Feld und in der Halle deutsche Meisterschaften ausgetragen.
Hockey wird schon für Kinder ab vier Jahren angeboten. Für die verschiedenen Altersklassen ab zehn Jahren gibt es in allen Landesverbänden Meisterschaften. Bei den Jüngeren finden diese in Turnierform mit kindgerechten Regeln statt, bei den Älteren dann in Einzelspielen. Für Hockey spielt die körperliche Größe keine entscheidende Rolle, man braucht Kondition, Ballgefühl, Technik und taktisches Verständnis.

## Medien
Seit der Saison 2023/24 werden die Spiele der Feldhockey-Bundesliga der Herren und der Damen im Streamingdienst Dyn übertragen. Um die Live-Streams zu sehen, benötigt man ein Abonnement; die Höhepunkte der Begegnungen sind kostenlos auf Youtube zu sehen.